# Harlev
Harlev ist eine Stadt im Osten Jütlands. Sie gehört zum Kirchspiel Harlev Sogn, das bis 1970 zur Harde Framlev Herred im damaligen Århus Amt gehörte, welche im Zuge der Kommunalreform 1970 Teil der Århus Kommune im vergrößerten Århus Amt wurde, das mit der Kommunalreform 2007 in der Region Midtjylland aufging. Die Stadt hat 3990 Einwohner (1. Januar 2023).